# Гондырево
Гондырево (удм. Гондыргурт) — село в Балтасинском районе Республики Татарстан. Входит в состав Шубанского сельского поселения.

## История
Гондырево было основано выходцами из деревни Малые Лызи в 70-х годах XVIII века. С момента основания и до 60-х годов XIX века население села относилось к категории государственных крестьян.
Административная принадлежность села в разные годы:
| Период    | Административная единица                                 |
| --------- | -------------------------------------------------------- |
| до 1920   | Балтасинская волость Казанского уезда Казанской губернии |
| 1920-1930 | Арский кантон Татарской АССР                             |
| 1930-1932 | Тюнтерский район Татарской АССР                          |
| 1932-1963 | Балтасинский район Татарской АССР                        |
| 1963-1965 | Арский район Татарской АССР                              |
| 1965-1991 | Балтасинский район Татарской АССР                        |
| 1991-н.в. | Балтасинский район Республики Татарстан                  |

## Географическое положение
Село расположено на севере Татарстана, в юго-западной части Балтасинского района, в северной части сельского поселения, на берегах левого притока реки Шошма. Расстояние до районного центра (посёлка городского типа Балтаси) — 6 км. Абсолютная высота — 152 метра над уровнем моря. Ближайшие населённые пункты — Ярак-Чурма, Верхний Шубан, Нижний Шубан, Большие Лызи 2-я часть.

## Население
| 1834 | 1859 | 1897 | 1908 | 1920 | 1926 | 1938 |
| ---- | ---- | ---- | ---- | ---- | ---- | ---- |
| 135  | ↗140 | ↗238 | ↗255 | ↗274 | ↘245 | ↗252 |
| 1949 | 1958 | 1970 | 1979 | 1989 | 2002 | 2010 |
| ↗283 | ↘228 | ↘159 | ↘155 | ↘96  | ↘89  | ↗91  |

Национальный состав
В национальном составе населения преобладают удмурты.

## Экономика и инфраструктура
Основным видом хозяйственной деятельности для жителей Гондырево является полеводство.

Общая площадь жилого фонда села — 1,5 тыс. м²
В селе имеется только одна улица (ул. Советская).